# أسحاط
جَزِيرَة اَلأَسْحَاط هيّ جزيرة في قطر تقع تحديدًا في الجزء الجنوبي الشرقي منها، تبلغ مساحة أراضيها 6 كيلو متراً تقريباً، وتمتاز بإحاطتها بالجروف المنحوتة من الأمواج، وبوجود صخرتين منفصلتين تطُلّان على خور العديد من الجهة الشمالية الشرقية، تخلو الجزيرة من النباتات ولا يعيش بها إلا بعض الطيور البحرية.